# Remington Rand 409

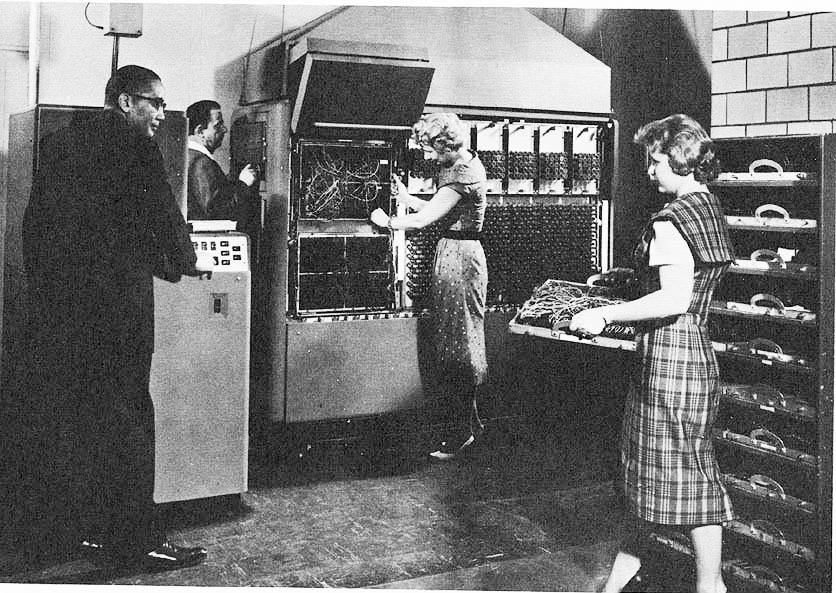
UNIVAC 120.

La Remington Rand 409 fue una calculadora de tarjeta perforada, se programaba al cambiar físicamente el cableado en un plugboard. Diseñada en 1949, fue vendida en dos modelos: la UNIVAC 60 (1952) y la UNIVAC 120 (1953).
La máquina fue diseñada en "El Barn", en la Avenida Highlan 33, Rowayton, Rowayton, Connecticut, un edificio que actualmente aloja la Biblioteca Pública Rowayton y el Centro de la Comunidad.
Estas máquinas fueron discontinuadas cuando la UNIVAC 1004 fue introducida.
Poco más puede decirse de estas máquinas, la UNIVAC destruyó todos los expedientes tanto del diseño como de la producción.